# Lurrie Bell

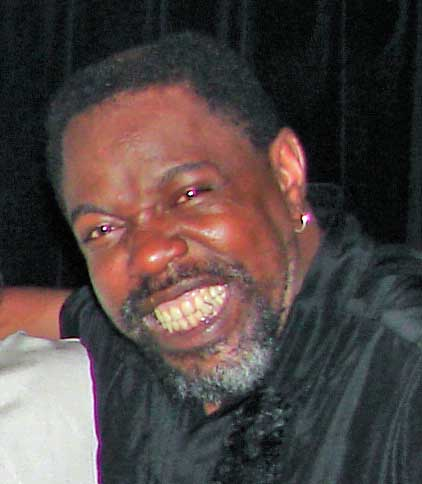
Lurrie Bell

Lurrie Bell (* 13. Dezember 1958 in Chicago, Illinois) ist ein US-amerikanischer Bluesgitarrist und Bluessänger. Er ist der Sohn des legendären Harmonikavirtuosen Carey Bell.

## Leben
Im Alter von sechs Jahren begann er Gitarre zu spielen und erhielt wertvolle Tipps von Bluesgrößen wie Eddy Clearwater, Big Walter Horton und Eddie Taylor, die bei seinem Vater aus- und eingingen.
Mitte der 1970er-Jahre wurde er Gitarrist in Koko Taylors Band, bei der er vier Jahre blieb. Sein Albendebüt machte er auf Heartaches and Pain seines Vaters. Um dieselbe Zeit gründete er The Sons of Blues mit Billy Branch an der Mundharmonika. In den späten 1980er und frühen 1990er Jahren galt er als kommender Star, doch hinderten ihn persönliche Probleme am Durchbruch.
1995 begann sein Comeback mit Mercurial Son. Seither tritt er wieder regelmäßig in den Bluesklubs Chicagos auf. 2007 erhielt er den Living Blues Award als bester Gitarrist, 2008 als bester Blueskünstler und bester Gitarrist. 2009 wurde er Teil des Projekts "Chicago Blues-A Living History" gemeinsam mit Billy Branch, Billy Boy Arnold und John Primer.
Für sein Album The Devil Ain't Got No Music (Aria B.G./Socadisc) erhielt er den Prix Blues 2012 der französischen Académie du Jazz.
Er wurde 2015 von der Blues Foundation in Memphis als „Best Traditional Male Blues Artist“ ausgezeichnet.

## Diskographie
| - 1989 Everybody Wants To Win (JSP) - 1995 Mercurial Son (Delmark) - 1997 700 Blues (Delmark) - 1997 Young Man's Blues (JSP) - 1998 Kiss Of Sweet Blues (Delmark) - 1998 The Blues Caravan Live At Pit Inn 1982 (P-Vine) - 1999 Blues Had A Baby (Delmark) - 2001 Cutting Heads (Vypyr) - 2007 Let's Talk About Love (Aria B.G.) - 2012 The Devil Ain’t Got No Music (Aria BG) - 2013 Blues in my Soul (Delmark) - 2016 Can't Shake This Feeling (Delmark) - 1977 Heartaches and Pain (Delmark) - 1982 Going on Main Street (L+R) - 1984 Son of a Gun (Rooster Blues) - 1986 Straight Shoot (Blues South West) - 1990 Dynasty (JSP) - 1994 Harpmaster (JSP) - 1995 Deep Down (Alligator) - 1997 Father&Son The Blues Collection (BLU GNC 072) - 2004 Second Nature (Alligator) (recorded in 1991) - 2007 Gettin' Up, Live at Buddy Guy's Legends, Rosa's and Lurrie's Home auch als DVD (Delmark) | - 1981 American Folk Blues Festival '81 (L+R) - 1982 The Sons of Blues Live '82 (L+R) - 1982 Chicago's Young Blues Generation (L+R) mit Billy Branch - 1994 Be Careful How You Vote (Earwig) mit Sunnyland Slim - 1998 Chicago's Hottest Guitars: Chicago Blues Session, Vol. 25 (Wolf) mit Phil Guy - 2009 Live at Chan's: Combo Platter No. 2 (mit Nick Moss & The Flip Tops) - 2009 Chicago Blues A Living History mit Billy Branch, John Primer, Billy Boy Arnold u. a. |  |
| | |  |